# Felo (cantante)
Luis Carlos Peña Díaz, más conocido como Felo (Ciudad Victoria; 2 de septiembre de 1989), es un cantante, músico, actor y psicólogo mexicano. Es conocido por su característica voz aguda y su imagen robusta.
Ha participado como cantante y músico en numerosos eventos musicales en Ciudad Victoria, donde es conocido por su amplio registro vocal.

## Discografía

### Compilaciones
- 2013: Covers: Vol. I

### EP
- TBA: Daydream EP

## Teatro
| Año  | Obra                     | Personaje                                                 | Fecha                                                                                    | Ciudad                                                       | Lugar |
| ---- | ------------------------ | --------------------------------------------------------- | ---------------------------------------------------------------------------------------- | ------------------------------------------------------------ | --- |
| 2015 | Fantasía                 | Úrsula (La Sirenita) Sultán (Aladdin) Pumba (El Rey León) | 1 de octubre 29 de septiembre 26 de septiembre 24 de septiembre 14 de agosto 27 de junio | Ciudad Victoria Tampico Nuevo Laredo Reynosa Ciudad Victoria | Teatro Amalia G. de Castillo Ledón Teatro Metropolitano Centro Cultural Nuevo Laredo Parque Cultural Reynosa Teatro Amalia G. de Castillo Ledón |
| 2015 | Vaselina                 | Cantante de cabina                                        | 18 de septiembre                                                                         | Ciudad Victoria                                              | Teatro Amalia G. de Castillo Ledón |
| 2014 | El Nuevo Grease          | Cantante de cabina                                        | 22 de marzo                                                                              | Ciudad Victoria                                              | Teatro Amalia G. de Castillo Ledón |
| 2012 | Footloose                | Wes                                                       | 20 de junio                                                                              | Ciudad Victoria                                              | Teatro Amalia G. de Castillo Ledón |
| 2011 | Hoy No Me Puedo Levantar | Venancio                                                  | 20 de agosto 8 de octubre                                                                | Ciudad Victoria                                              | Teatro Amalia G. de Castillo Ledón |